# Johann Friedrich Unger
Pour les articles homonymes, voir Unger.
Johann Friedrich Gottlieb Unger, né en août 1753 à Berlin et mort le 26 décembre 1804 dans la même ville, est un imprimeur, typographe et graveur sur bois allemand.

## Biographie
Johann Friedrich Unger est le cinquième fils du bûcheron berlinois Johann Georg Unger (1715-1788) et de son épouse Susanna Katharina (née Strucken). Il fait son apprentissage dans l'imprimerie de l'Oberhofbuchdrucker Georg Jacob Decker. En 1779, il demande le privilège de créer sa propre entreprise d'impression de livres, ce qui lui est accordé en janvier 1780. Il agrandit ensuite  l'imprimerie pour y inclure une librairie d'édition, où il publie des ouvrages de Johann Wolfgang Goethe, Friedrich Schiller, Friedrich Schleiermacher et August et Friedrich Schlegel, entre autres.
À partir de 1784, il tente à plusieurs reprises d'obtenir l'autorisation de publier un journal, qui serait le premier à paraître quotidiennement à Berlin. Les demandes sont rejetées à chaque fois, car les deux journaux berlinois existants (le Vossische Zeitung et le Haude & Spenersche Berlinische Nachrichten) sont jugés suffisants et la surveillance d'un autre journal pourrait surcharger le censeur. En 1802, cependant, Johann Friedrich Unger devient copropriétaire du Vossische Zeitung.
En 1788, Johann Friedrich Unger est nommé Akademischen Buchhändler (libraire académique) et devient ainsi l'éditeur de toutes les publications de l'Académie des sciences. En 1794, il loue également à l'Académie le privilège d'imprimer et de distribuer tous les calendriers prussiens.
En 1790, Johann Friedrich Unger est élu membre de l'Académie des Arts; à partir de 1800, il occupe la chaire de gravure sur bois qui est créée pour lui.

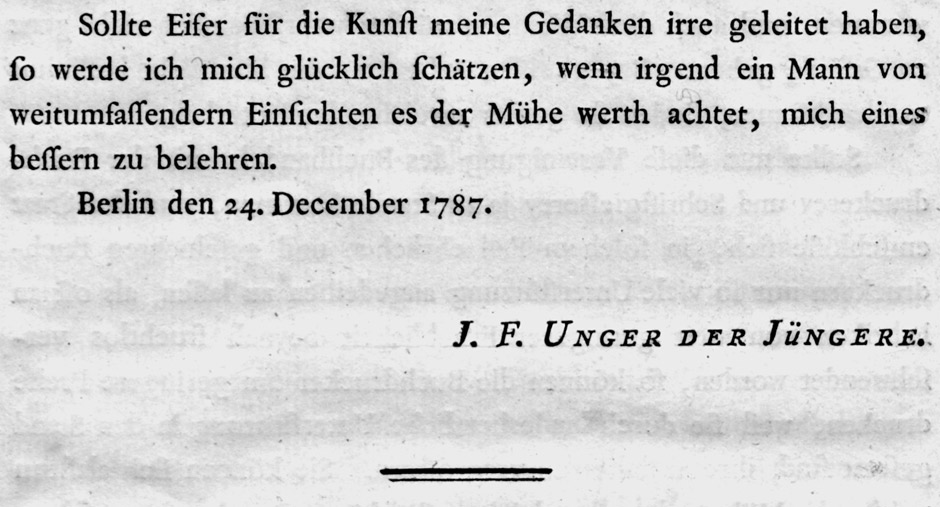
Détail de l'écrit de Unger Etwas über den Buchhandel, Buchdruckerey und den Druck außerhalb Landes, Berlin 1788, un exemple précoce d'impression en Antiqua en Allemagne.

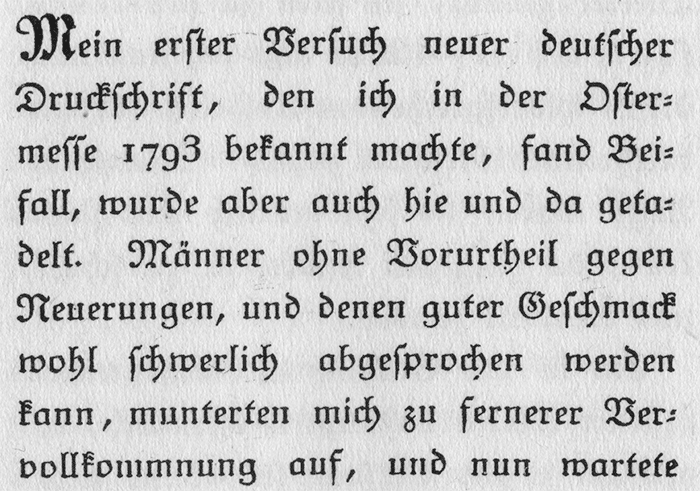
Exemple de l'Unger-Fraktur de 1794.

Johann Friedrich Unger participe également aux tentatives de popularisation des nouveaux caractères Antiqua en acquérant la licence allemande de Didot auprès de Firmin Didot en 1789. Cependant, comme le public préfère toujours le caractère Fraktur, il commence à développer un caractère Fraktur modernisé dès 1789 avec l'aide de Didot et de Johann Christoph Gubitz (1754-1826), pour lequel il crée sa propre fonderie de caractères en 1791. Le caractère terminé, Unger Fraktur, est introduit en 1794 et doit contribuer à « supprimer les nombreuses lettres angulaires des lettres bas de casse, et les courbes frisées et gothiques des lettres capitales ».
L'initiative de Johann Friedrich Unger conduit également à la traduction influente de Don Quichotte par Ludwig Tieck, qui est publiée à Berlin entre 1799 et 1801. Dans un premier temps, Johann Friedrich propose l'œuvre aux frères Schlegel, mais ceux-ci transmettent la commande à Tieck.
En 1798, Johann Friedrich Unger commence à construire sa propre fonderie de musique.
En 1785, il épouse l'écrivaine Friederike Helene Unger (née von Rothenburg; 1751-1813), qui a déjà connu la gloire en 1784 avec son roman Julchen Grünthal. Elle continue à diriger la maison d'édition après sa mort, mais avec moins de succès, si bien qu'elle fait faillite en 1811.